# Ledeacker
Ledeacker (dialect: 't Liëker of Liejèkker) is een kerkdorp in de Nederlandse gemeente Land van Cuijk, gelegen in de provincie Noord-Brabant. Op 1 januari 2023 telde het dorp 635 inwoners, verdeeld over 250 woningen, met een gemiddelde WOZ-waarde van € 447.000, op een oppervlakte van 3,58 km².
Het dorp is nagenoeg tegen Sint Anthonis aangebouwd.

## Toponymie
De naam Ledeacker bevat het woord lede, dat waterloop betekent, en akker.

## Historie
Ledeacker werd voor het eerst vermeld in 1414 als Sint Kathrijnen in den Broecke, naar de 14e-eeuwse Sint-Catharinakapel die er te vinden was.
Ledeacker had vanaf de 15e eeuw een eigen laatbank, die later werd omgezet naar een schepenbank. Bestuurlijk stond Ledeacker daarmee zelfs hoger dan veel van de dorpen eromheen. Ledeacker had in de Franse Tijd een eigen municipaliteit (raad) met aan het hoofd de maire of burgemeester. Het besloeg een langgerekt gebied van 8 km lang en anderhalve kilometer breed. Van 1810-1821 was Ledeacker samengevoegd met Sint Anthonis tot de Maire van St. Anthoine, waarin Sint Anthonis de belangrijkste bestuurseenheid was.
Op 1 januari 1821 werd deze gemeente met Oploo samengevoegd tot Oploo, Sint Anthonis en Ledeacker.
Van 1891 tot 1973 stond Ledeacker in de wijde omgeving bekend als bedevaartsplaats, omdat in 1860 kort na elkaar twee branden waren ontstaan door blikseminslagen. Het jaar daarop kreeg men toestemming tot reliekverering en werd een devotiebeeld aangekocht. In 1891 kwam het tot een georganiseerde verering en kon men voortaan een volle aflaat op Donatusdag (30 juni) en in het octaaf verdienen. Tegenwoordig is de mis, nu op de tweede zondag van juli, vooral een parochiële viering. Het devotiebeeld wordt op een troon gezet en met bloemen versierd, terwijl er ook kaarsen bij worden geplaatst. De Heilige Donatus wordt in de viering gememoreerd.

## Bezienswaardigheden
De Sint-Catharinakerk is gebouwd op basis van de 15e-eeuwse kapel van Sint Kathrijnen in den Broecke. Na blikseminslag is in 1896 een nieuwe voorgevel gebouwd. Het gedeelte daarachter bestaat uit een eenbeukig schip van twee traveeën, waarachter zich een koor bevindt van één travee met 5/8 sluiting. Van dit gedeelte is een travee en het torentje uit 1837, toen ook het schip een stucgewelf kreeg. Het koor heeft een stenen kruisribgewelf.
In de kerk bevindt zich een Calvariegroep, bestaande uit een 18e-eeuws kruisbeeld en 19e-eeuwse beelden van Johannes en Maria. Op de houten credenstafel is de symbolische afbeelding van de pelikaan aangebracht. Voorts zijn er in het priesterkoor 18e-eeuwse beelden van de heilige Donatius en Catharina te vinden.
In de toren hangen twee klokken. De klok uit 1695 is gegoten door Alexis Jullien en die uit 1791 door Henricus Petit.

## Fotogalerij

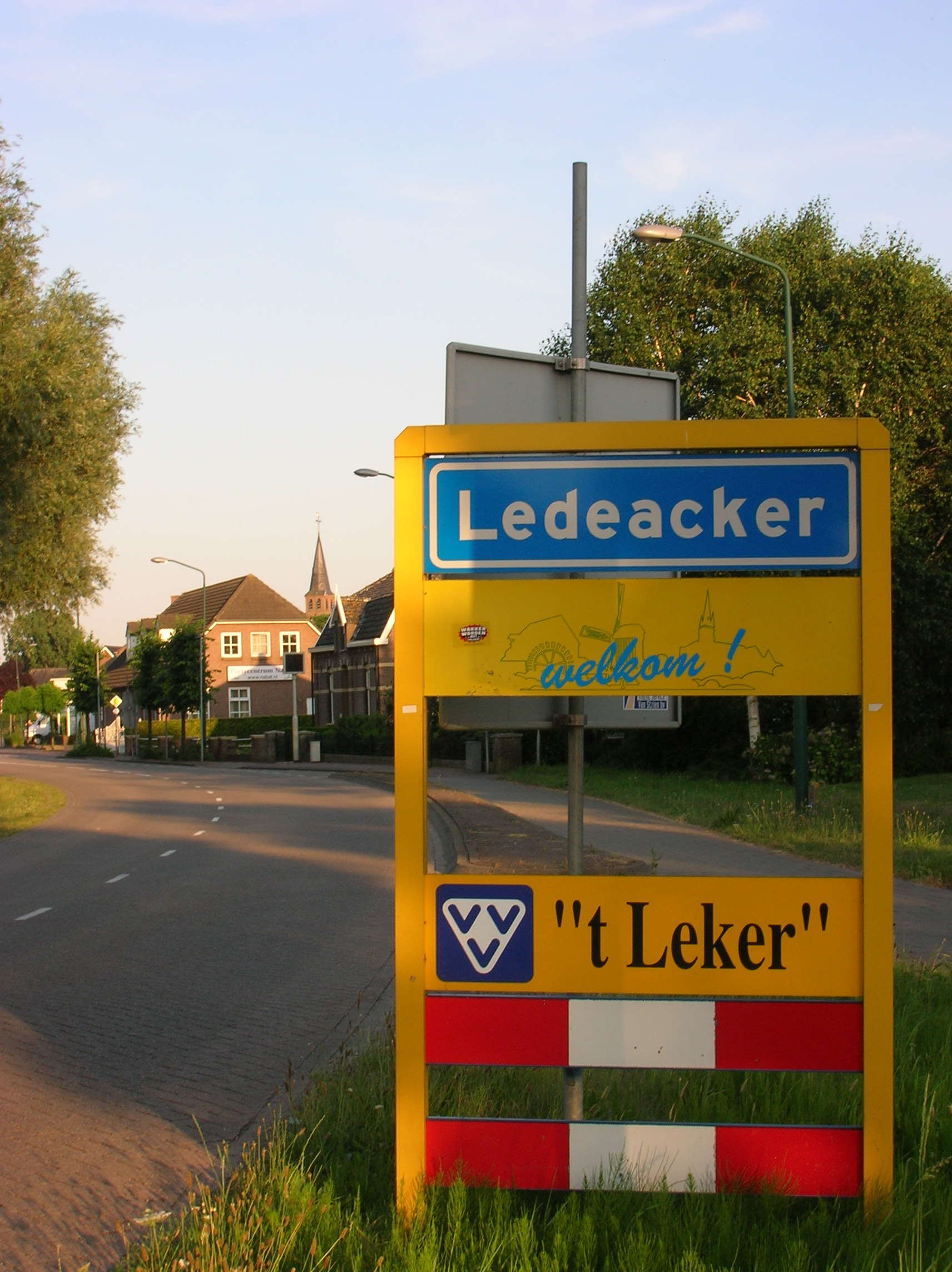
De dorpsnaam in het Nederlands én het dialect
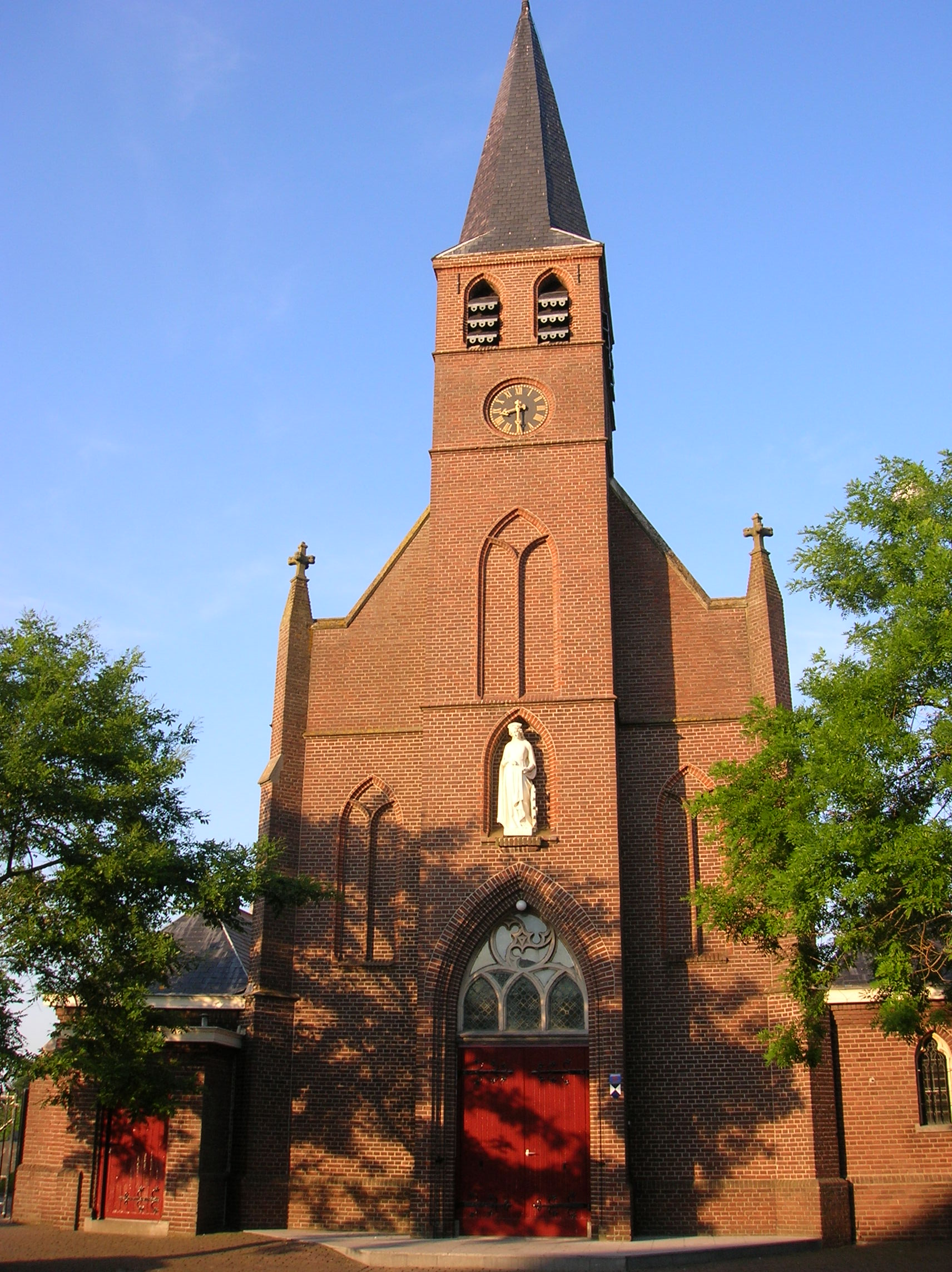
De kerk
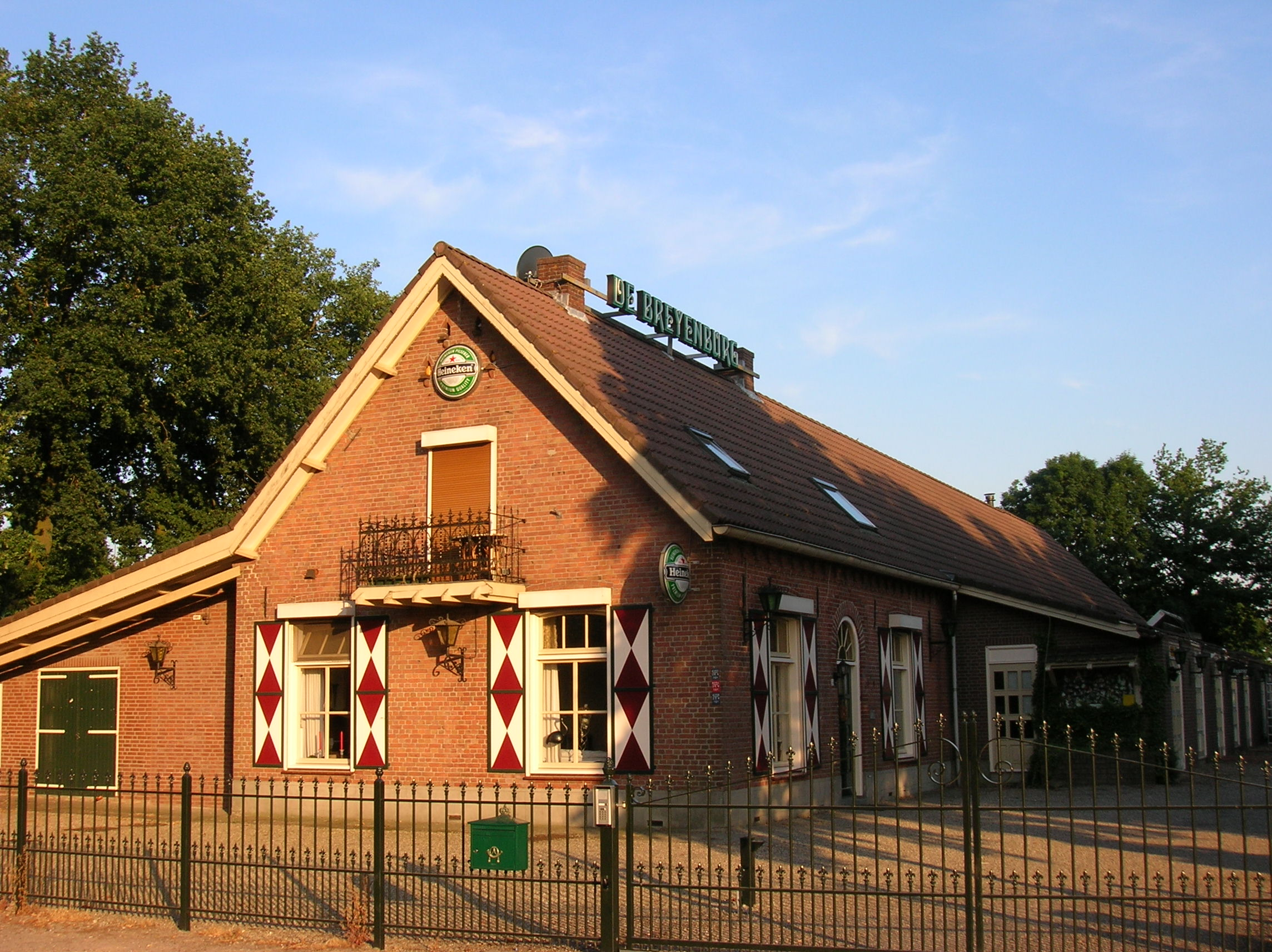
Uitgaanscentrum De Breyenburg
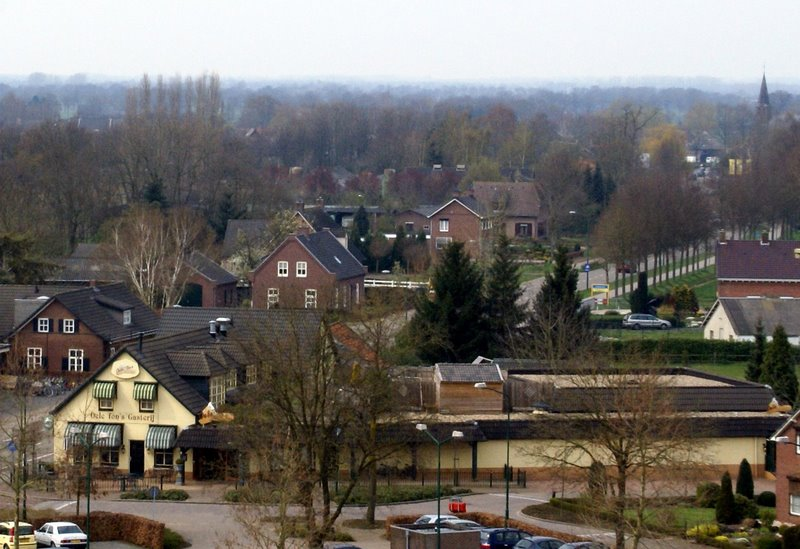
Ledeacker van bovenaf gezien
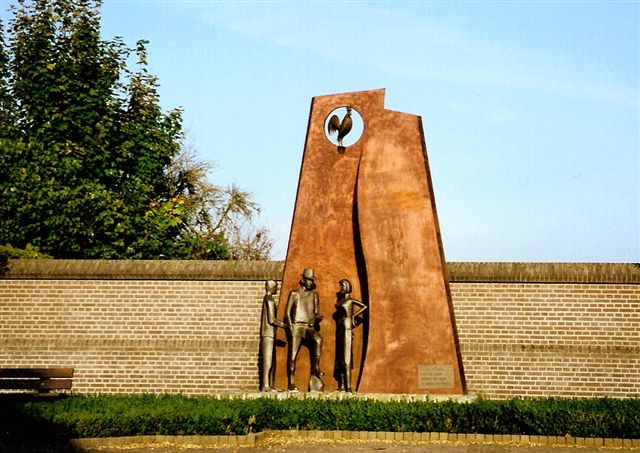
Aan de oever van 't Leecke
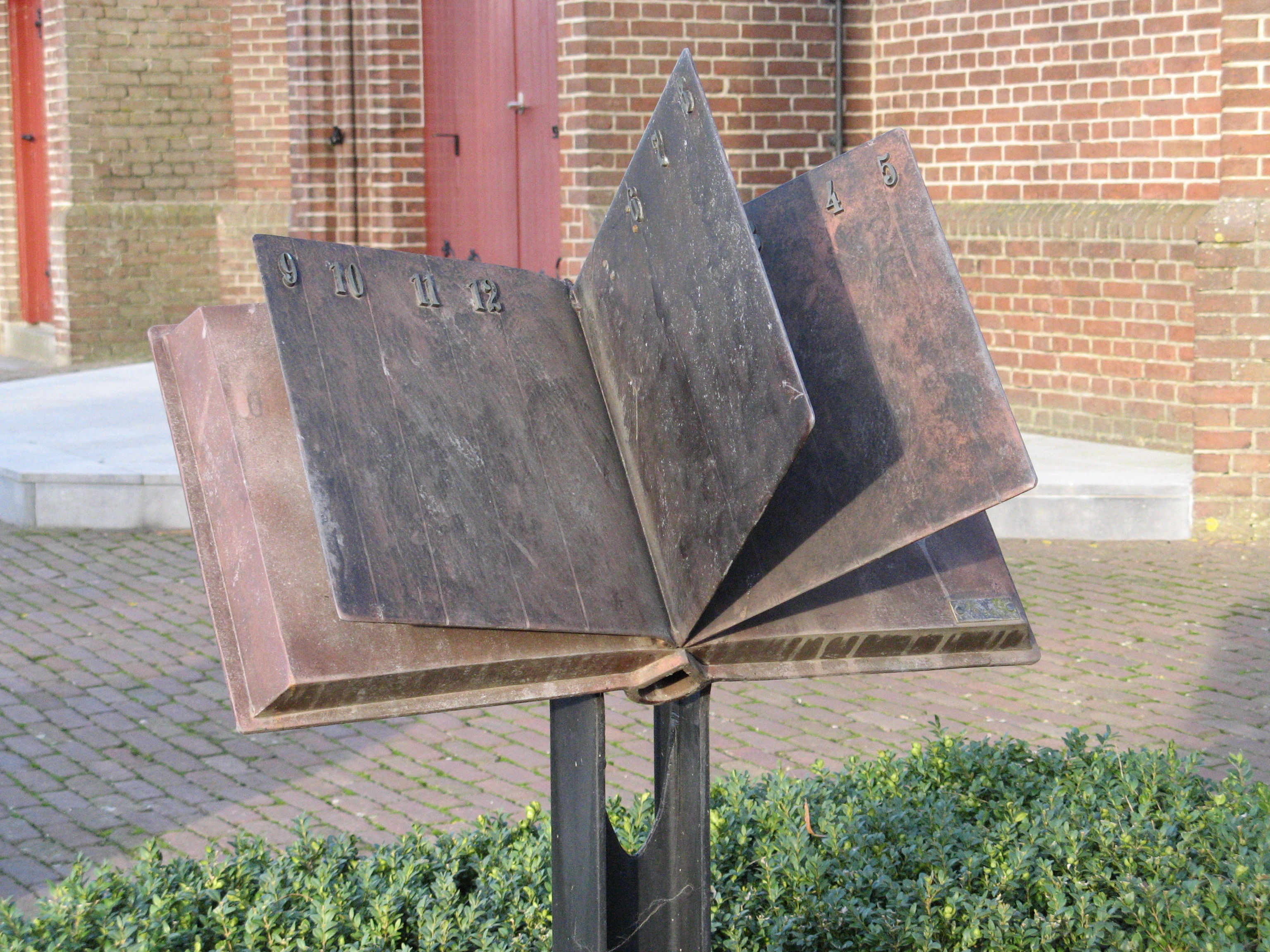
Zonnewijzer
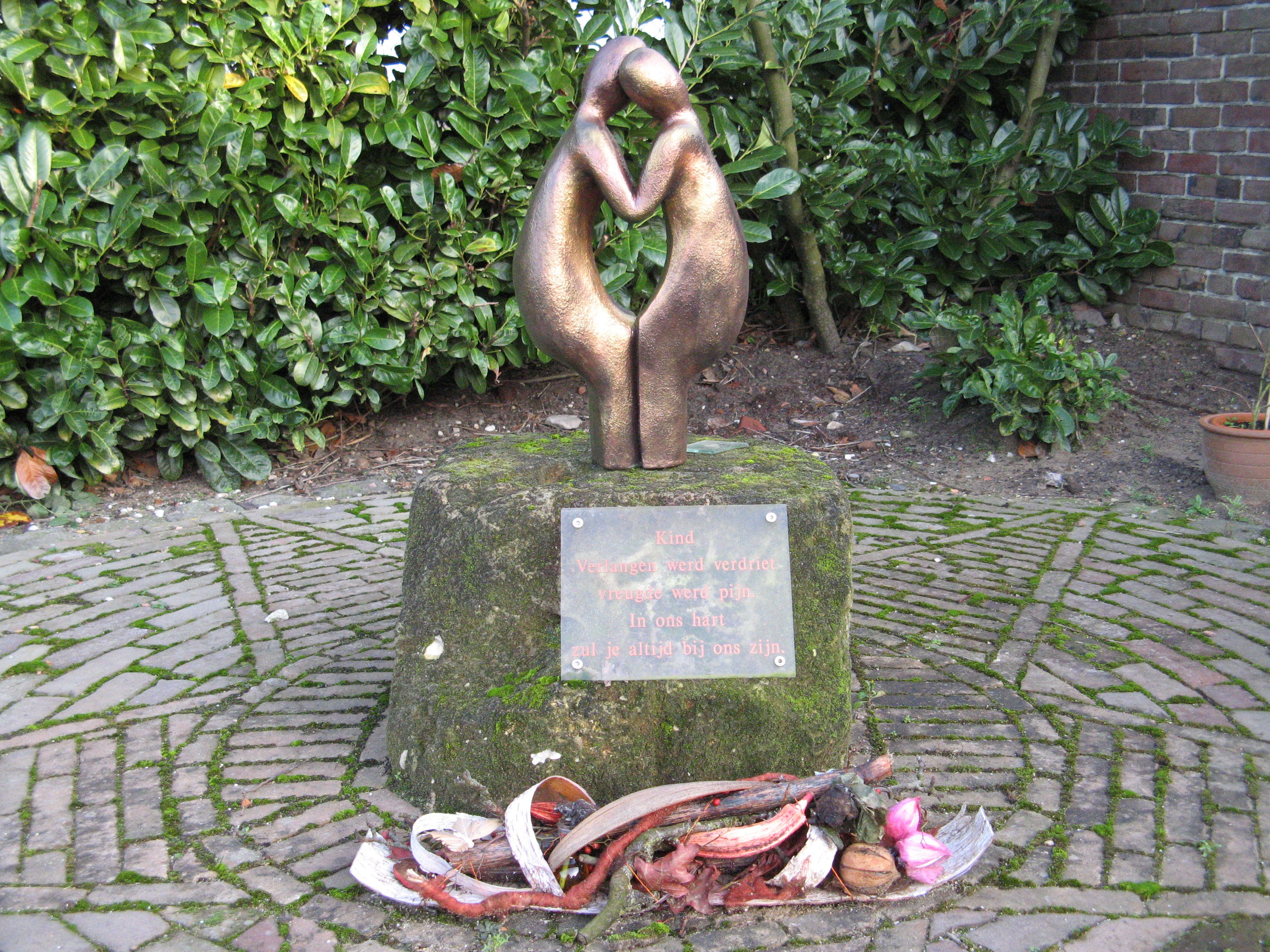
Monument voor het ongedoopte kind
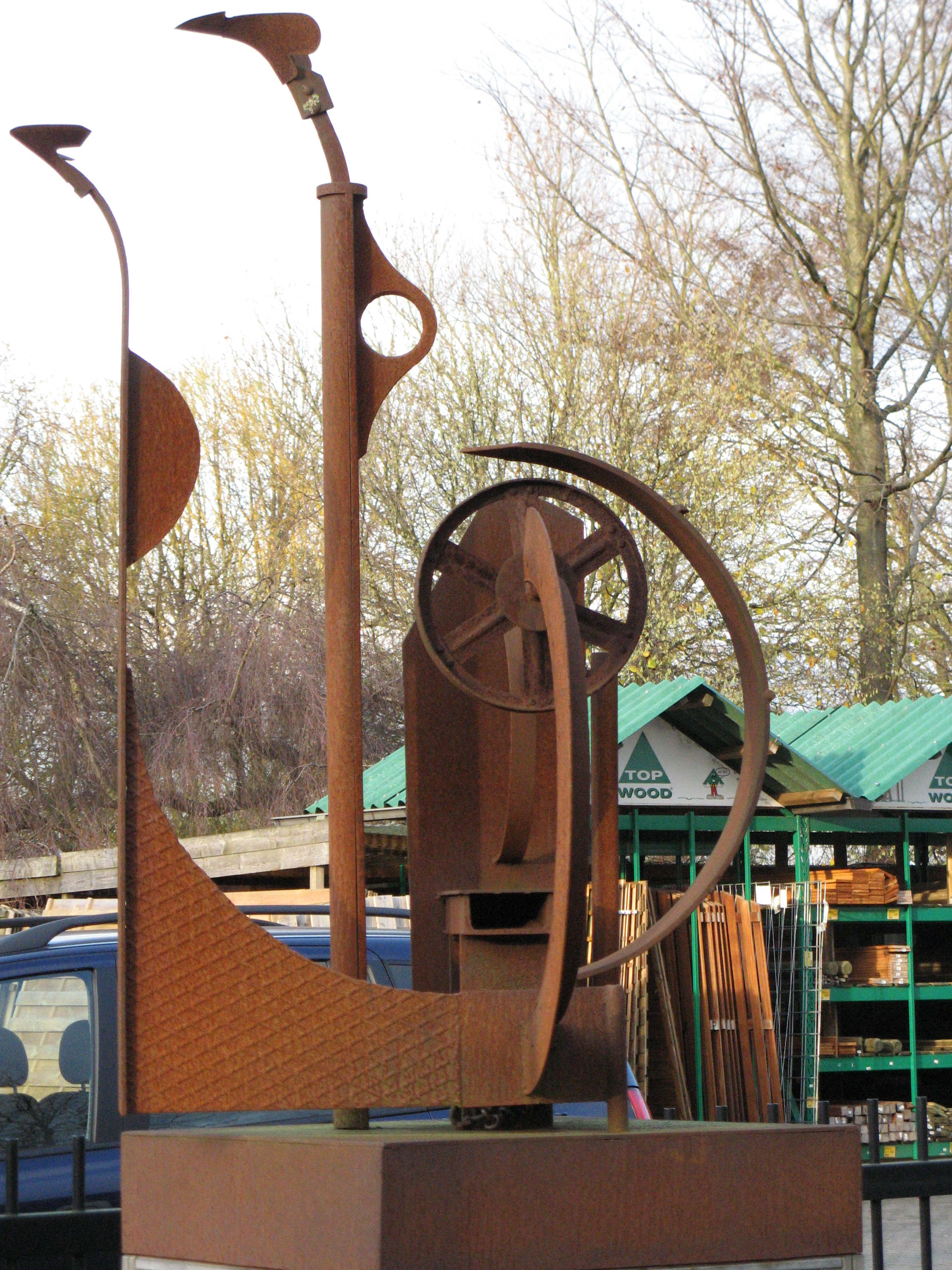
Harmonie

## Nabijgelegen kernen
Sint Anthonis, Landhorst, Wanroij, Rijkevoort